# Riusciranno i nostri eroi
Riusciranno i nostri eroi è stato un varietà televisivo italiano andato in onda in prima serata su Rai 1 dall'11 gennaio all'8 febbraio 2013 per cinque puntate, condotto da Max Giusti con la partecipazione di Laura Chiatti, Donatella Finocchiaro e Cristiano Malgioglio, scritto da Max Giusti, Giuliano Rinaldi, Giovanni Veronesi, Ivano Balduini, Antonio Losito, Max Orfei e Marco Terenzi.

## Il programma
La trasmissione consisteva in un varietà tradizionale con ospiti, canzoni, gag, monologhi e personaggi vecchi e nuovi, interpretati da Max Giusti, che cercavano di raccontare vizi e virtù degli italiani, nonché definiti eroi (da qui il titolo del programma), chiedendosi se saremmo riusciti a superare questo difficile momento storico.
Un viaggio nell'Italia del talento e delle eccellenze per dimostrare che la bellezza del Bel Paese non ha rivali nel resto del mondo.

### Puntate
| Puntata | Messa in onda    | Ospiti | Telespettatori | Share  |
| ------- | ---------------- | --- | -------------- | ------ |
| 1       | 11 gennaio 2013  | Enrico Brignano, Simone Cristicchi, Fiorella Mannoia, Sergio Castellitto, Elisa Di Francisca ed Arianna Errigo                              | 4 416 000      | 17,47% |
| 2       | 18 gennaio 2013  | Pierfrancesco Favino, Vincenzo Salemme, Rocco Papaleo, Max Tortora, Chiara Galiazzo, Clemente Russo e Pino Maddaloni                        | 4 001 000      | 15,85% |
| 3       | 25 gennaio 2013  | Antonello Venditti, Claudia Gerini, Mika, Vincenzo Salemme, Francesco Mandelli, Alessandro Preziosi e Maurizio Battista                     | 3 269 000      | 13,21% |
| 4       | 1º febbraio 2013 | Massimo Ranieri, Maurizio Battista, Francesco Pannofino, Gigi D'Alessio, Isabella Ferrari, Valerio Monaco e Dario Cassini                   | 3 518 000      | 13,64% |
| 5       | 8 febbraio 2013  | Flavio Insinna, Giulio Scarpati, Mario Biondi, Patty Pravo, Valerio Monaco, gli Stadio, Francesco Pannofino, Mónica Naranjo e Fabrizio Moro | 3 337 000      | 12,69% |
| Media   | Media            | Media | 3 708 000      | 14,57% |